# Can Mas (Castellar de la Ribera)
Can Mas és una masia del terme de Ceuró, municipi de Castellar de la Ribera, a la comarca catalana del Solsonès, als peus del Serrat Escapçat. És una casa de planta quadrangular que consta de planta baixa, més un pis superior i unes golfes. El seu nom prové del mot en llatí Mansio i de la seva derivació mansus, que seguí derivant fins a la paraula «mas», que significa conjunt construccions i terres. El centre d'aquest conjunt, és a dir, l'habitacle principal s'anomenava «capmás», que va anar derivant fins a «Can Mas».